# Fire de Portland (2000-2002)
Pour les articles homonymes, voir Fire de Portland.
Le Fire de Portland (en anglais Portland Fire, « le Feu de Portland ») sont une ancienne  franchise féminine de basket-ball américaine appartenant WNBA basée à Portland, dans l'Oregon, elle était liée au Trail Blazers de Portland. Elle a rejoint la ligue en 2000 et jouait ses matchs au Rose Garden Arena. L'équipe a fermé ses portes après la saison 2002, sa troisième dans la ligue. Elle a été la seule équipe de la WNBA à cesser ses activités sans avoir participé aux playoffs.

## Historique de la franchise

### La courte histoire du Fire de Portland
Au cours de sa courte histoire de trois ans, la franchise Portland Fire a détenu certaines des distinctions les plus douteuses parmi les franchises WNBA. Fondée en 2000, le propriétaire des Trail Blazers de Portland, Paul Allen, en était le président. Dirigée par Vanessa Nygaard et Sylvia Crawley, l'équipe a affiché un bilan de 10 victoires pour 22 défaites lors de sa saison inaugurale. En 2001, l'équipe a essuyé une nouvelle défaite, mais a trouvé espoir grâce au jeu de la jeune arrière Jackie Stiles, qui allait remporter le titre de recrue WNBA de l'année. Cependant, en 2002, Stiles a subi une grave blessure et a été absente pendant la majeure partie de la saison. Sans sa joueuse vedette, le Fire a terminé avec un bilan de 0,500.
La saison 2002 a marqué la fin du parcours du Fire de Portland en WNBA, mais ce fut aussi sa saison la plus prometteuse en termes de propriété. Après cette saison, la ligue a transféré ses équipes soit à ses filiales NBA, soit à des équipes indépendantes. Le président, Paul Allen, confronté à des difficultés financières liées à la contre-performance largement perçue des Trail Blazers, a choisi de ne pas racheter la franchise, ce qui a finalement conduit à la dissolution de l'équipe. Bien qu'un groupe mené par Clyde Drexler et Terry Emmert ait exprimé son intérêt pour le rachat de la franchise, ils n'ont pas pu conclure d'accord. Le Fire est ainsi devenu la seule franchise WNBA à ne pas participer aux playoffs et avec le Sol de Miami, la franchise WNBA ayant la plus courte durée de vie.

### Reprise du nom Fire de Portland par une nouvelle franchise
Le 18 septembre 2024, une nouvelle équipe WNBA à Portland. La franchise renait sous le même nom Fire de Portland à partir de 2026,.

## Joueuses célèbres
- LaQuanda Barksdale
- Tully Bevilaqua
- Marla Brumfield
- Alisa Burras
- Monique Cardenas
- Sylvia Crawley
- Ukari Figgs
- Kristin Folkl
- Amber Hall
- Tamicha Jackson
- Melody Johnson
- Carolyn Jones-Young
- Jenny Mowe
- Mandy Nightingale
- Vanessa Nygaard
- Lynn Pride
- Jackie Stiles
- Stacey Thomas
- Michele Van Gorp
- DeMya Walker
- Sophia Witherspoon